# Kinzie Kenner
Kinzie Kenner (Kalifornia, Amerikai Egyesült Államok, 1984. július 22. –) pornószínésznő és go-go táncos.

## Élete és pályafutása
2003-ban lépett be a felnőtt szórakoztató iparba, 19 éves korában. Több néven is ismert, mint Kenzie Kenner, Kinzie Kinner, Kirra. 165 cm magas. 2005 őszén plasztikáztatta melleit. 2008-ban azon számos pornószínészek egyike, akik Necro rapper egyik zenés klipjében megjelentek.

## Válogatott filmográfia
| - 2010 Playgirls Hottest: Sex in Strange Places (video) - 2010 Pussy N Boots (video) - 2009 Monster Dicks for Young Chicks (video) - 2008 There Will Be Cum 4 (video) - 2008 Slutty & Sluttier 5 (video) - 2007 For Love, Money or a Green Card (video) - 2007 In the Family (video) | - 2007 Addicted to Niko (video) - 2007 Big Tits at Work (video) - 2007 Brunettes Do It Better (video) - 2007 Icon (video) - 2007 Kick Ass Chicks 48: Brunettes (video) - 2007 My First Porn 8 (video) - 2007 Pump My Ass Full of Cum (video) |